# 90000
90000 (chín mươi nghìn, chín vạn) là một số tự nhiên ngay sau 89999 và ngay trước 90001.